# ایستگاه اولد استریت
ایستگاه اولد استریت (انگلیسی: Old Street station) یکی از ایستگاه‌های اصلی راه‌آهن  در شهر لندن است که به متروی لندن نیز متصل می‌باشد.
این ایستگاه که در منطقه ایزلینگتون لندن قرار دارد در سال ۱۹۰۱ تأسیس شده و جزئی از خط شمالی شهر (راه‌آهن انگلستان) و خط شمالی متروی لندن است.

## نگارخانه

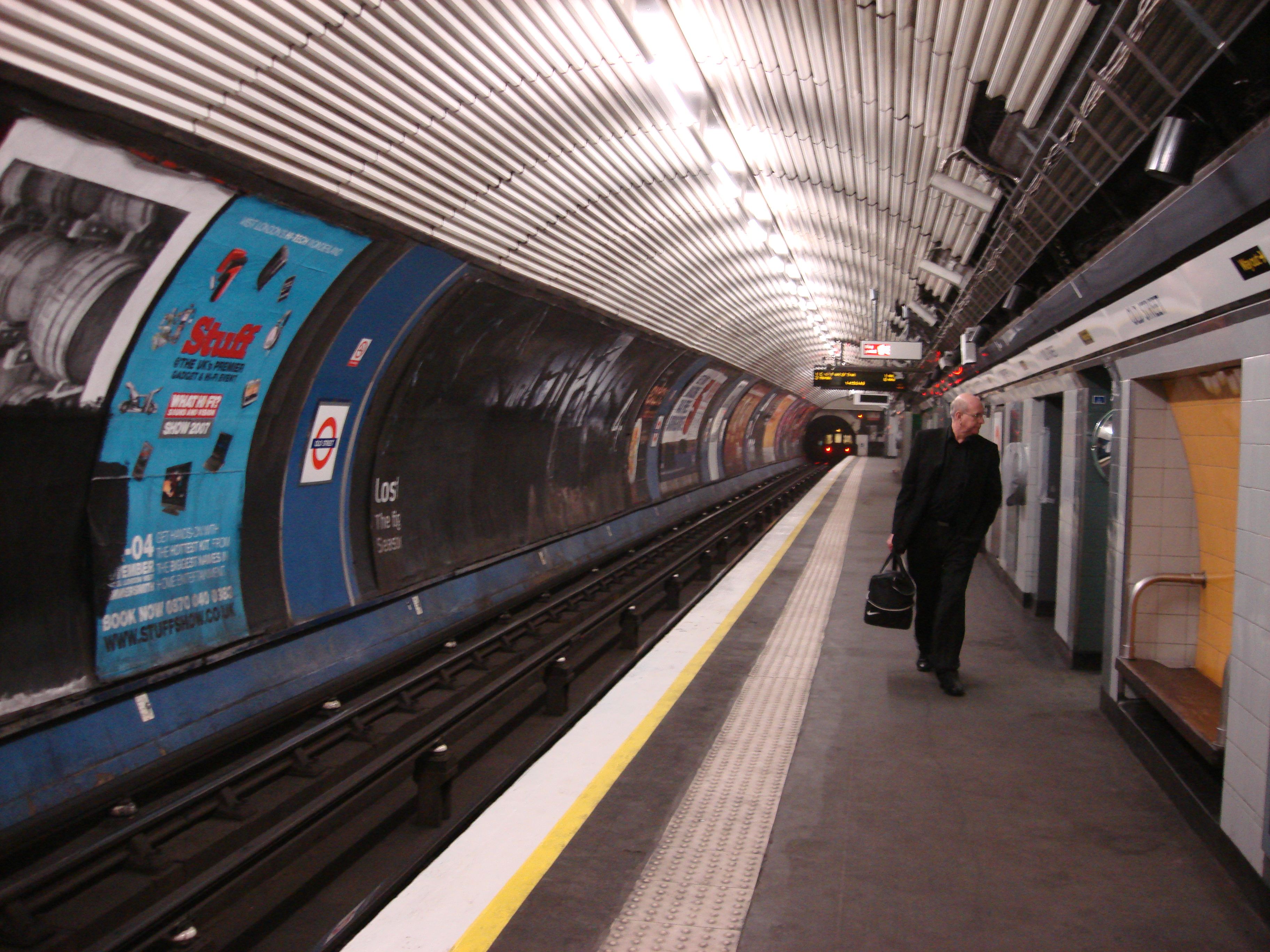
سکو خط شمالی متروی لندن
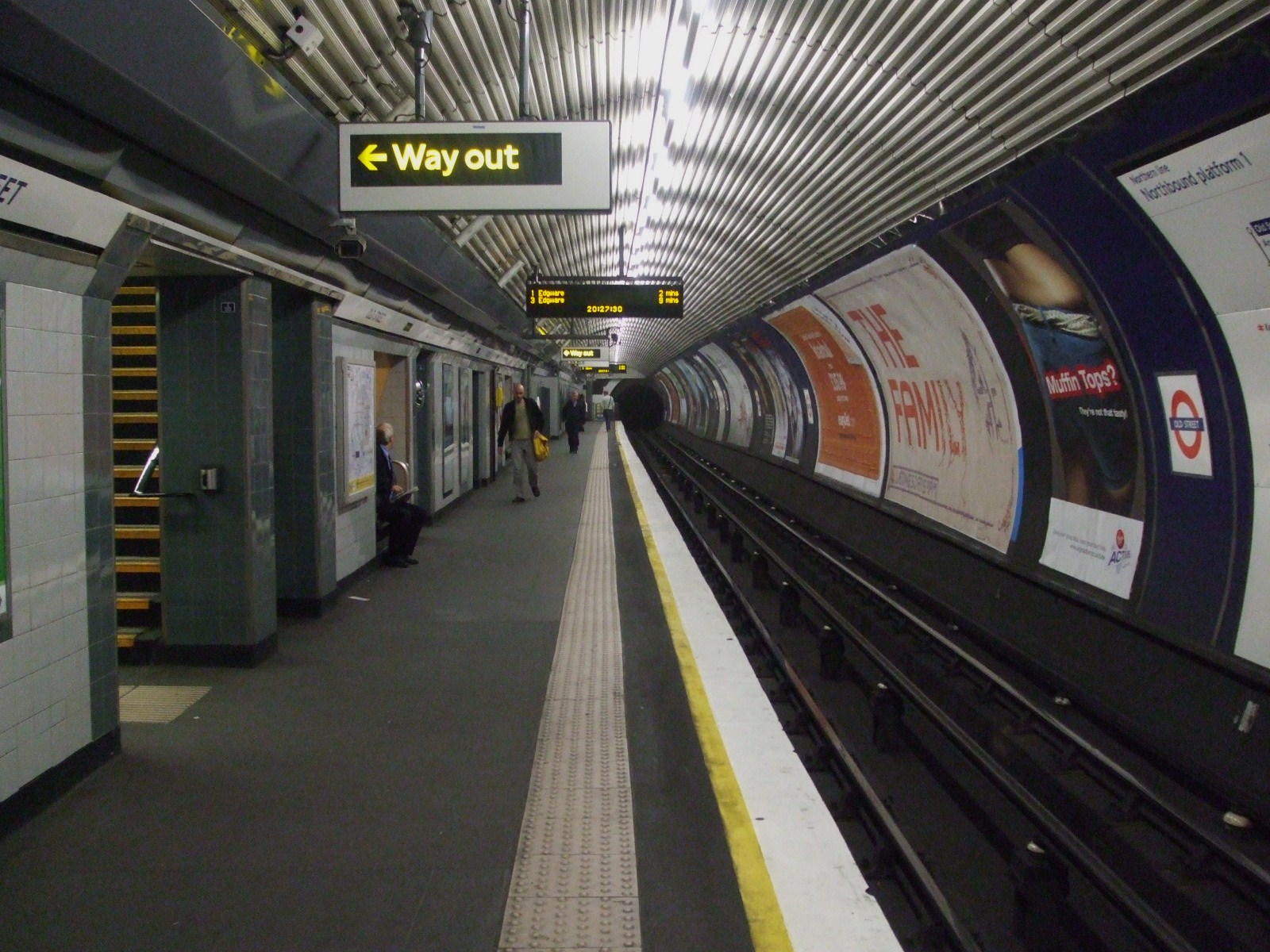
سکو خط شمالی متروی لندن
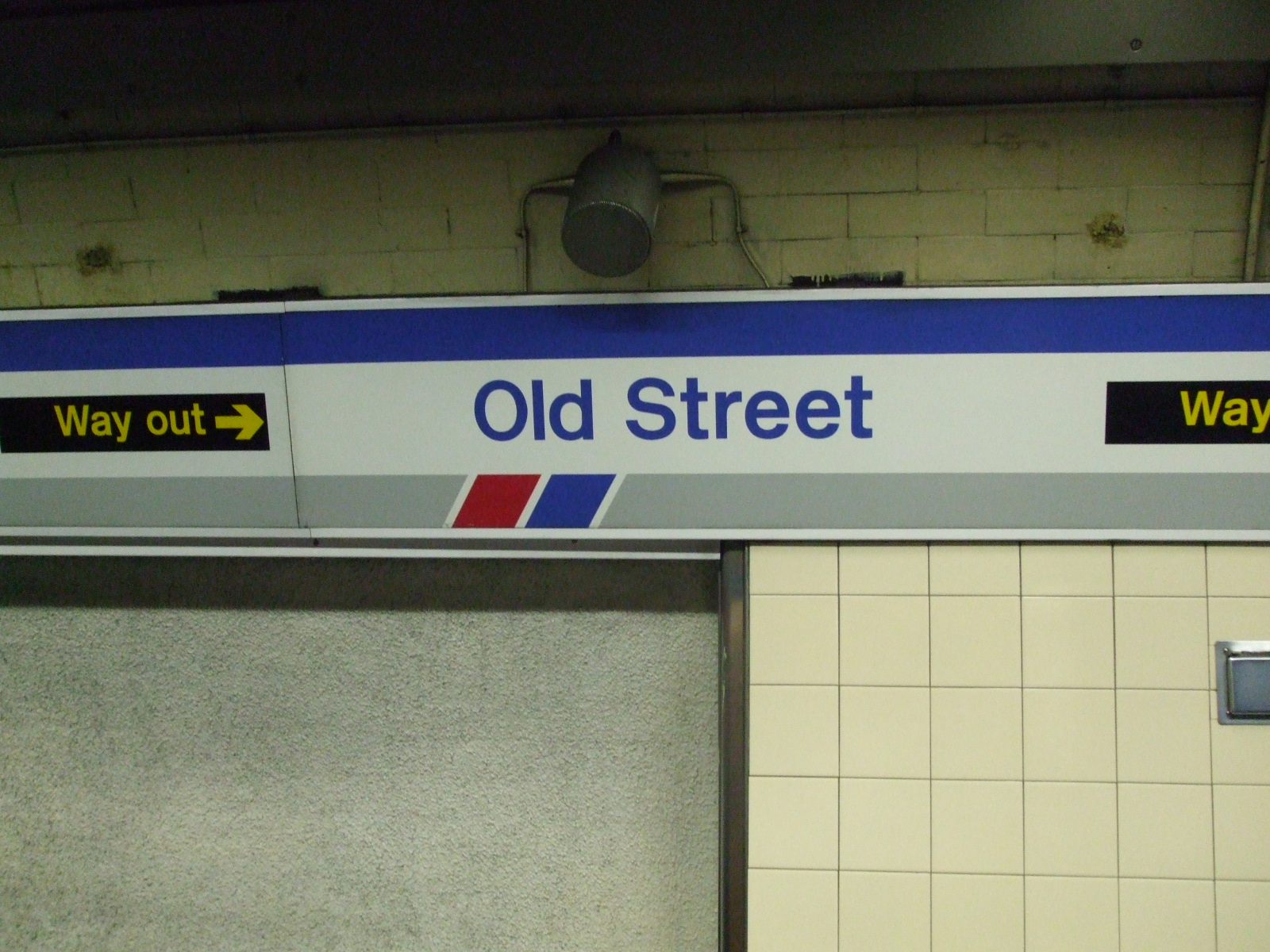
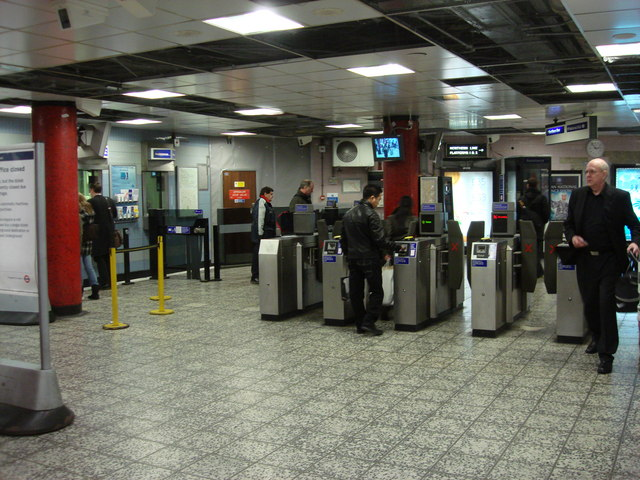
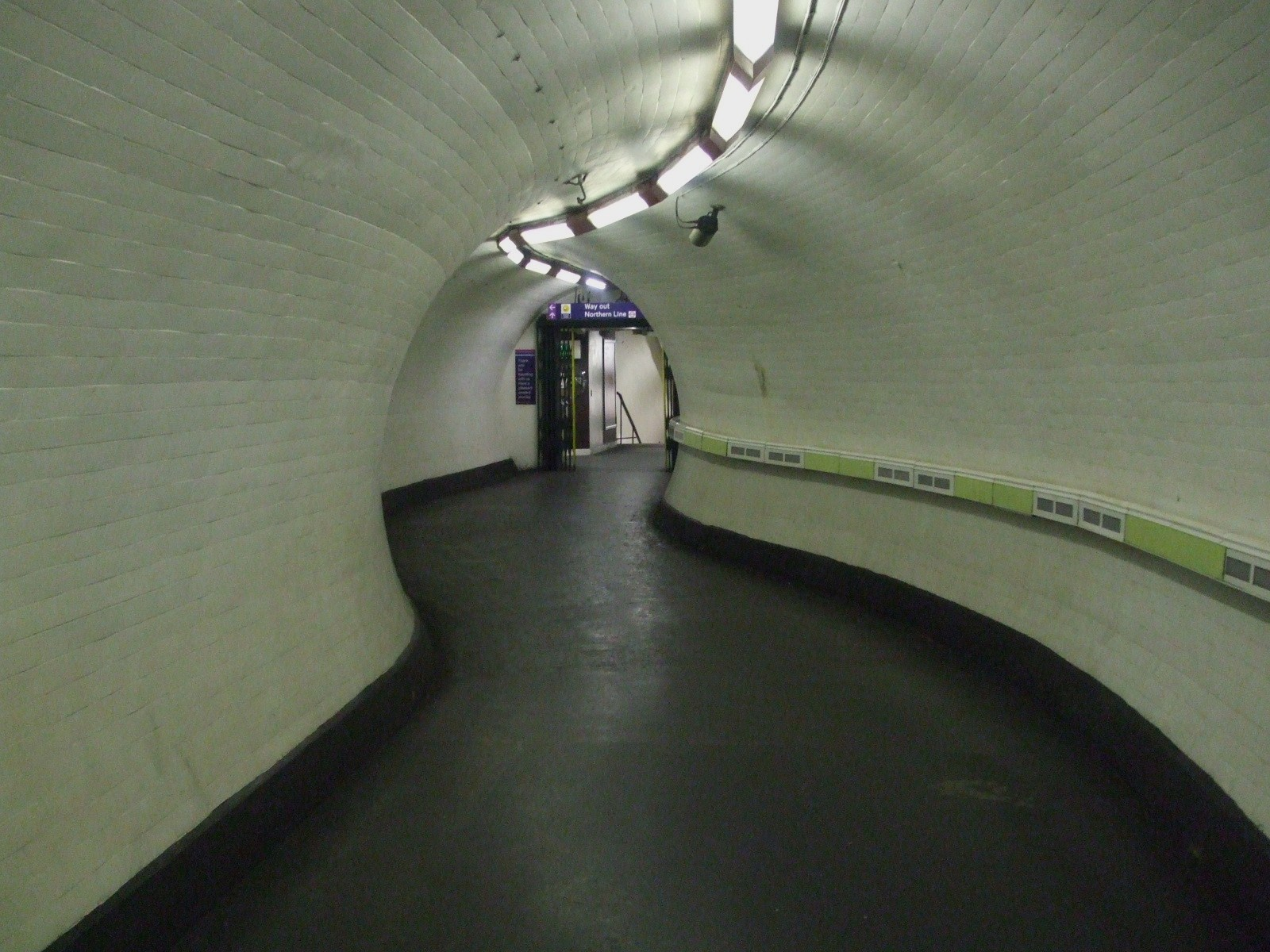
راهرو ایستگاه
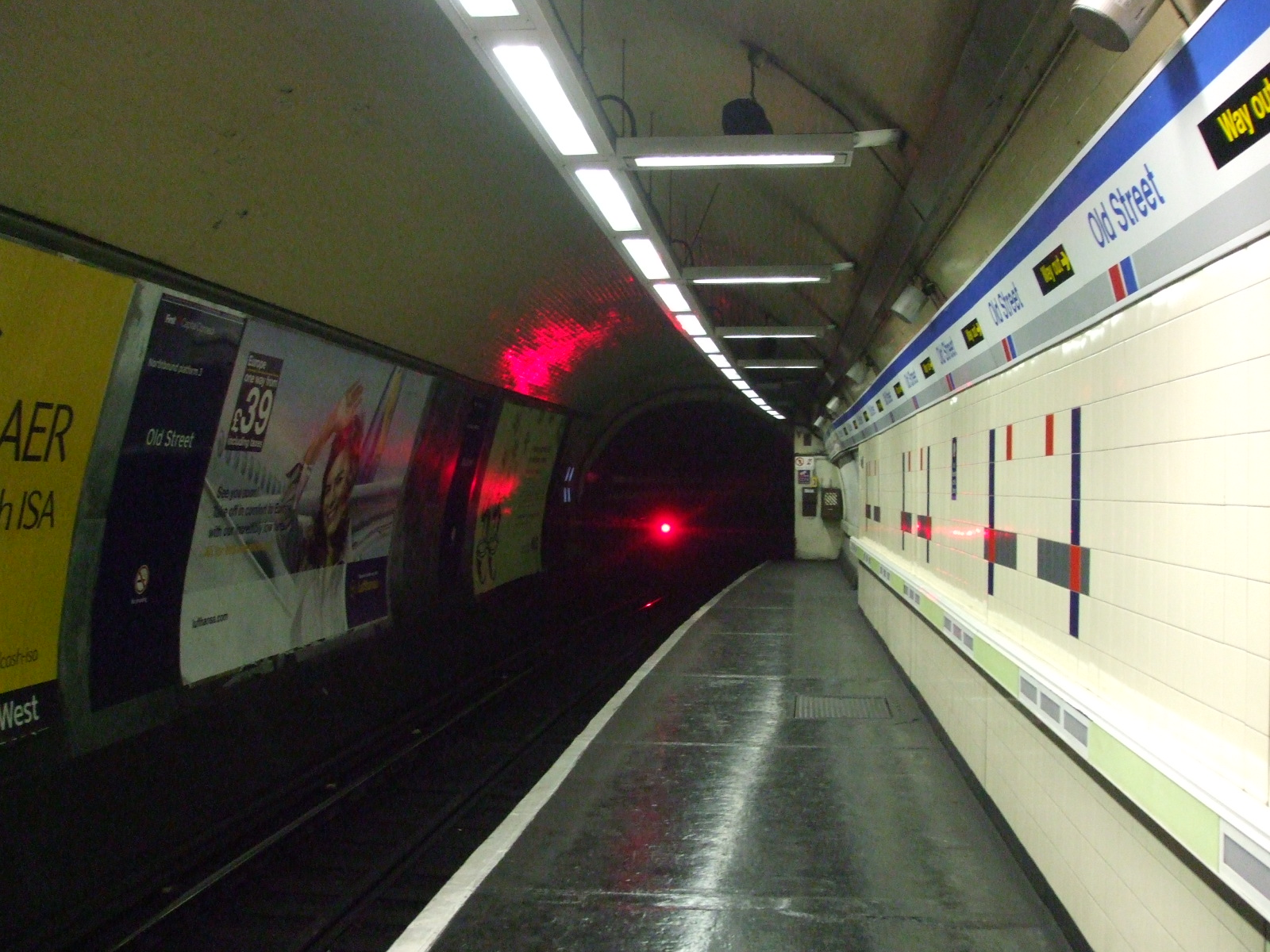
سکو ایستگاه راه‌آهن